# Tipanaea
Tipanaea là một chi bướm đêm thuộc họ Crambidae.

## Các loài
- Tipanaea intactella Walker, 1863
- Tipanaea patulella Walker, 1863